# Тянь-Шанський гірський степ та луки
Екорегіон гірських степів і луків Тянь-Шаню (ідентифікатор WWF: PA1019) охоплює ділянку луків завдовжки 2000 км ізольованих гір Тянь-Шань у Центральній Азії. Він характеризується луками, розташованими на рівнинах і пагорбах на великій висоті.

## Розташування та опис
Екорегіон розташований на низьких висотах гірського хребта Тянь-Шань, протягнувшись приблизно на 2000 км від західного Киргизстану до сходу провінції Сіньцзян у Китаї. Він відокремлює посушливу Тарімську улоговину і пустелю Такла-Макан на півдні від Джунгарського басейну та Казахського щита на півночі. Посередині екорегіону простягається головний хребет Тянь-Шаню, де на деяких середніх висотах ростуть хвойні ліси в екорегіоні гірських хвойних лісів Тянь-Шаню.

## Клімат
Клімат екорегіону є холодним напівпосушливим (класифікація клімату Кеппена (BSk)). Цей клімат зазвичай характеризується більшою кількістю опадів, ніж у справжній пустелі, а також нижчою температурою.

## Флора і фауна
Біорізноманіття в екорегіоні є відносно високим через екстремальний діапазон висот, що підтримує існування різних видів на різних висотних рівнях, а також завдяки відносно великому розміру екорегіону та його відносно центральному розташуванню між різними флористичними зонами. Найнижчі висоти - від 1100 до 2700 метрів - це переважно кострицеві (Festuca) і ковилові (Stipa) луки. В альпійському районі вище 2700 метрів розташовуються луки з кобрезії (Kobresia) та осоки (Carex).